# Steve Grand
Steve Grand (28 de fevereiro de 1990, Chicago) é um cantor, músico e compositor norte-americano. Ele se tornou uma celebridade na internet e foi aclamado por muitos por ser um cantor abertamente gay. Após o vídeo da música de sua canção "All-American Boy" se tornou viral no YouTube e chamou a atenção do público americano.

## Vida Pessoal
Grand começou a compor músicas aos 11 anos de idade. Aos 13, ele assumiu-se como gay e se esforçou para conciliar sua sexualidade com a sua fé católica. Ele saia com os amigos, enquanto cursava na oitava série. Depois que seus pais descobriram sua orientação sexual, o matricularam em uma terapia de conversão por cinco anos. Percebendo que o tratamento era ineficaz, ele expressou sua gratidão ao seu terapeuta, dizendo:
| “ | Eu não culpo meu terapeuta, até porque realmente acredito que a homossexualidade não é uma coisa ruim, não é algo que Deus queira que você se livre. Porque eu ainda tenho muito respeito por ele... Alguma dessa terapias foram realmente úteis, eu era capaz de falar com alguém, ele era tão atencioso, e ele realmente acreditou em mim. Nós acabamos tendo uma perspectiva completamente diferente. | ” |

Como ele se recusou a continuar a terapia de conversão, ele tem atraído críticas de ativistas que questionam se ele pode ser visto como um modelo positivo.
Depois de se formar no Ensino Médio, Grande frequentou a Universidade de Belmont, em Nashville, Tennessee, por um ano. Ele voltou a Chicago para se matricular na Universidade de Illinois e depois prosseguiu sua carreira musical.

## Carreira
Antes de se lançar na carreira musical, Grand usava o pseudônimo de Steve Chatham, posou para a revista australiana DNA em 2011. Ele também cantou usando o nome Steve Starchild. Ele tocou piano no Joynt no centro de Chicago em 2013. Também em 2013, ele fez um videoclipe para a música "All-American Boy", seu primeiro single, produziu-o sozinho, a um custo de $ 7.000. O vídeo foi dirigido e editado pelo premiado cineasta Jason Knade Chicago. O vídeo foi postado no YouTube em 02 de julho de 2013 e imediatamente se tornou viral. Apenas oito dias depois, o vídeo teve mais de 1.000.000 de visualizações.
Embora Grand tenha recebido reações positiva em relação a música, alguns ativistas gays criticaram seu conteúdo, afirmando que a mensagem que a música quer passar é que "homens gays bebem demais". J. Bryan Lowder teve olhares ainda mais duros sobre o vídeo, descrevendo-o como "lamentavelmente fora de sintonia com os tempos". "É como algo saído de um conto de obscenidade de Stonewall", disse.
Alguns meios de comunicação afirmaram que Grand é o primeiro cantor masculino de música country abertamente gay assumido. Vários músicos gays percorreram o país e outros locais ao longo de décadas, começando com Patrick Haggerty da banda Lavender Country em 1972.
Em 2014, ele foi um dos artistas na cerimônia abertura da WorldPride em Toronto, Ontario, Canadá, ao lado de Melissa Etheridge, Deborah Cox e Tom Robinson.
Em 28 de janeiro de 2015, Steve Grand divulga capa do seu primeiro álbum de carreira em suas redes sociais. O álbum está previsto para ser lançado no dia 24 de março de 2015 nos Estados Unidos.

## Discografia
| Ano  | Detalhes do álbum de estúdio                                                           |
| ---- | -------------------------------------------------------------------------------------- |
| 2015 | All-American Boy - Lançamento: 23 de Março de 2015 - Formato: CD, download digital, LP |
| Ano  | Detalhes do álbum de estúdio                                                           |
| 2018 | Not the End of Me - Lançamento: 6 de julho de 2018 - Formato: CD, download digital     |

| Ano  | Título                              | Lançamento      | Videoclipe |
| ---- | ----------------------------------- | --------------- | ---------- |
| 2013 | All-American Boy                    | 2 de Julho      | Sim        |
| 2013 | Stay                                | 7 de Setembro   | Sim        |
| 2014 | Back to California                  | 26 de Fevereiro | Sim        |
| 2014 | Time                                | 4 de Novembro   | Sim        |
| 2015 | Whiskey Crime                       | 10 de Março     | Não        |
| 2016 | "We Are the Night (Dave Audé Remix) | 19 de Fevereiro | Sim        |
| 2018 | "Walking                            | 9 de Junho      | Sim        |

| Ano  | Título         | Cantor                           | Lançamento   | Videoclipe |
| ---- | -------------- | -------------------------------- | ------------ | ---------- |
| 2012 | More Than This | Conor Matthews feat. Steve Grand | 19 de Agosto | Sim        |
| 2016 | Look Away      | Eli Lieb & Steve Grand           | 27 de Março  | Sim        |

| Ano  | Título                                  | Lançamento     | Videoclipe |
| ---- | --------------------------------------- | -------------- | ---------- |
| 2014 | Bennie and the Jets (cover)             | 4 de Novembro  | Não        |
| 2015 | All I Want for Christmas Is You (cover) | 22 de Dezembro | Sim        |